# 刈谷亨
刈谷 亨（かりや とおる、1906年7月8日 - 2003年12月18日）は、日本の経営者。蝶理社長を務めた。

## 来歴・人物
新潟県出身。1931年に東京帝国大学火薬科を卒業し、同年に旭化成に入社。1946年に旭化成に転じ、1947年に常務を経て、1963年7月から1975年5月までに副社長を務め、1975年5月には蝶理社長に就任。1978年6月から常任相談役を務めた。
1971年11月に藍綬褒章を受章し、1981年4月に勲三等旭日中綬章を受章。
2003年12月18日慢性呼吸不全のために死去。97歳没。